# Land- und Stadtgericht Johannisburg

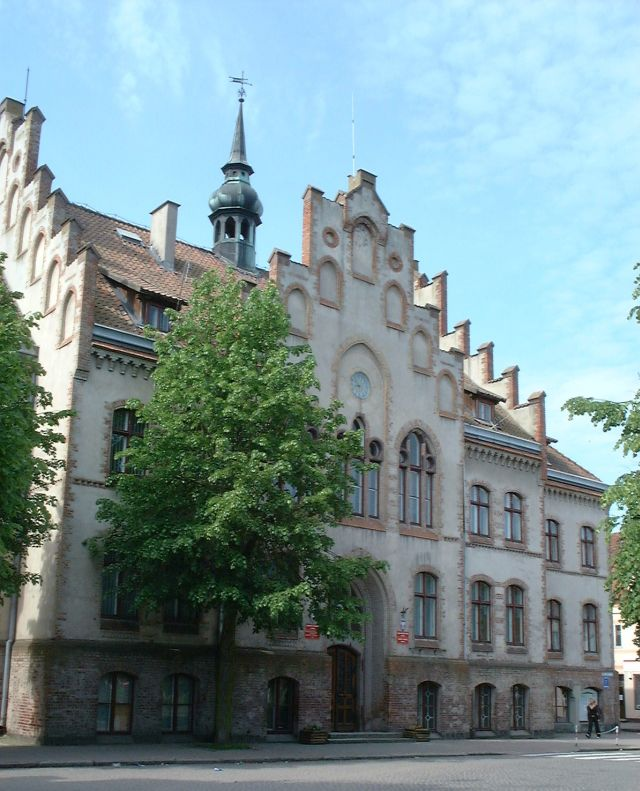
Rathaus von Johannisburg, Sitz des Gerichtes

Das Land- und Stadtgericht Johannisburg war von 1824 bis 1849 ein preußisches Land- und Stadtgericht mit Sitz in Johannisburg.

## Geschichte
In Johannisburg bestand bis 1824 das Stadt- und Amtsgericht Johannisburg. 1824 wurde daraus das Land- und Stadtgericht Johannisburg gebildet. 1938 wurde das Land- und Stadtgericht Bialla aufgehoben und eine Gerichtskommission Bialla des Land- und Stadtgerichts Johannisburg gebildet. Es war ein Gericht 2. Klasse (später 1. Klasse) im Sprengel des Oberlandesgerichts Insterburg. 
Sein Gerichtsbezirk umfasste 1837 die Stadt Johannisburg mit 1936 Gerichtseingesessenen und 130 Ortschaften mit 13.417 Gerichtseingesessenen (zusammen also 15.353 Gerichtseingesessene). Am Gericht waren ein Land- und Stadtrichter und fünf weitere Mitarbeiter beschäftigt. Sitz des Gerichtes war im Rathaus der Stadt.
Nach der Märzrevolution wurden 1849 einheitlich Kreisgerichte gebildet. In Johannisburg entstand das Kreisgericht Johannisburg.